# Holger Pedersen
Holger Pedersen (Gelballe, Dinamarca, 7 d'abril de 1867 – Hellerup, Copenhaguen, 25 d'octubre de 1953) va ser un lingüista danès que va fer contribucions significatives a la ciència de la llengua i va escriure aproximadament 30 treballs reconeguts en relació amb diverses llengües.

## Educació i carrera acadèmica
Pedersen va estudar a la Universitat de Copenhaguen amb Karl Verner, Vilhelm Thomsen i Herman Möller. Posteriorment va estudiar a la Universitat de Leipzig amb Karl Brugmann, Eduard Sievers, Ernst Windisch i August Leskien. La tardor de 1893 Pedersen es va matricular a la Universitat de Berlin on va estudiar amb Johannes Schmidt. L'any següent va estudiar llengües cèltiques i sànscrit amb Heinrich Zimmer a la Universitat de Greifswald. El 1895 va estar diversos mesos a les Illes Aran a Irlanda per estudiar la forma conservadora de les llengües gaèliques que es parlaven en aquest lloc.
Pedersen va presentar la seva tesi doctoral a la Universitat de Copenhaguen l'any 1896. Tractava de l'aspiració en la llengua irlandesa. Va ser acceptada i publicada l'any 1897. El tribunal de tesi incloïa Vilhelm Thomsen i Otto Jespersen. També el 1897, Pedersen va obtenir una plaça com a docent en llengües cèltiques a la Universitat de Copenhaguen. El 1900 va esdevenir lector en gramàtica comparativa a aquesta mateixa universitat. El 1902 se li va oferir una càtedra a la Universitat de Basilea, que va refusar, però al mateix temps va ser capaç de persuadir la Universitat de Copenhaguen d'oferir-li una càtedra extraordinària. El 1908 Pedersen també fa refusar un altre oferiment de càtedra de la Universitat d'Estrasburg. Arran de la jubilació de Vilhelm Thomsen el 1912, Pedersen va accedir a la seva càtedra a la Universitat de Copenhaguen, on va romandre per la resta de la seva vida.

## Contribucions a la lingüística
El 1893 Pedersen va viatjar a l'illa de Corfú amb Karl Brugmann per estudiar l'albanès en el mateix lloc. A continuació, Pedersen va publicar un volum de textos albanesos recol·lectats al seu viatge (1895). La publicació va ser una recomanació de Brugmann i de Leskien. Va continuar publicant treballs sobre l'albanès fins a molts anys després. El treball de Pedersen ha estat repetidament citat en estudis posteriors.
Entre els estudiosos de les llengües cèltiques es coneix Pedersen sobretot per la seva obra Vergleichende Grammatik der keltischen Sprachen, «Gramàtica comparada de les llengües cèltiques», que encara es considera la principal referència en la lingüística històrica cèltica. La seva obra Hittitisch und die anderen indoeuropäischen Sprachen, «L'hitita i altres llengües indoeuropees», va representar un pas endavant significatiu en els estudis de la llengua hitita, i també és una obra molt citada pels especialistes de l'hitita.
També va ser influent la seva obra Tocharisch vom Gesichtspunkt der indoeuropäischen Sprachvergleichung, «El tokhari des del punt de vista de la comparació de llengües indoeuropees». Per exemple, André Martinet (2005) afirma que la seva discussió dels canvis de so a la llengües tokhari és «basa en la presentació del tokhari de Holger Pedersen».
Va ser Pedersen qui va formular la llei de Ruki, un canvi de so important a les llengües indoriranianes, les llengües bàltiques i les llengües eslaves. També se'l coneix per la descripció coneguda com a llei de Pedersen, un tipus de desplaçament d'accent que es dona a les llengües bàltiques i eslaves.
Pedersen va donar suport a la teoria de les laringals quan es «considerava una moda excèntrica d'intrusos». A la seva exposició clàssica de la teoria, Émile Benveniste (1935) acredita Pedersen com un dels que van contribuir més al seu desenvolupament, junt amb Ferdinand de Saussure, Hermann Möller, i Albert Cuny.
Dues de les teories de Pedersen han estat rebent una atenció considerable en temps recents després de dècades d'estar a l'oblit. Aquestes teories es coneixen avui en dia com a teoria glotal i teoria nostràtica.

## Origen de la teoria glotal
A un treball publicat el 1951, Pedersen va indicar que la freqüència de b al protoindoeuropeu és anormalment baixa. La comparació de llengües, no obstant això, mostra que seria normal si hagués estat en algun moment l'equivalent de la consonant oclusiva sorda p, que és poc freqüent en moltes llengües.
També va proposar que es podria entendre millor les dues sonores aspirades indoeuropees, bh dh gh, com a aspirades sordes, ph th kh.
Pedersen va proposar aleshores que les tres sèries d'oclusives de l'indoeuropeu, p t k, bh dh gh, i b d g, havien estat anteriorment b d g, ph th kh, i (p) t k, amb les sordes i sonores no aspirades revertides.
Aquesta teoria va atraure relativament poca atenció fins que el lingüista americà Paul Hopper (1973) i els dos acadèmics soviètics Tamaz V. Gamkrelidze o Vyacheslav V. Ivanov van proposar, en una sèrie d'articles que van culminar en l'obra principal de Gamkrelidze i Ivanov publicada el 1984 (amb traducció a l'anglès de 1995), que les sèries b d g indoeuropees havien estat originalment una sèrie glotal, p' t' k'. Sota aquesta forma, la teoria va atraure un interès molt ampli. Sembla haver-hi una bona possibilitat que perviurà en una forma o una altra.

## Origen de la teoria nostràtica
Pedersen sembla haver estat el primer a usar el terme «nostràtic» a un article sobre la fonologia turca el 1903. El nucli de l'argument de Pedersen per al nostràtic a aquest article es resumeix a aquesta cita:
| « | Grønbech considera possible (p. 69) que la paraula turca per a «oca» podria estar prestada de l'indo-germànic (Osm. kaz Yak. xās Chuv. xur). Al meu parer hi ha tres possibilitats respecte a aquesta paraula: coincidència, préstec, i parentiu. S'ha d'admetre també aquesta última possibilitat. Molts capitals lingüistics de l'Àsia estan sense dubte relacionats amb l'indo-germànic: això és probablement vàlid per a totes aquelles llengües que s'han caracteritzat com ural-altaica. M'agradaria unificar tots els capitals lingüístics relacionats amb l'indogermànic sota el nom de «llengües nostràtiques». Les llengües nostràtiques ocupen no sols una àrea molt ampla a Europa i Àsia, sinó que també s'estenen dins d'Àfrica: les llengües semítiques-hamítiques són sota el meu punt de vista nostràtiques. En relació amb la prova de la relació de les llengües nostràtiques, no sols s'han de mantenir a distància totes les etimologies d'arrel i, en general, totes les frivolitats etimològiques, si no que a més s'hauria en general no ocupar-se en acumular una massa de material. S'hauria únicament de limitar-se a considerar racionalmente una sèrie de pronoms, negatius, en part també numerals que es poden verificar a diversos capitals de llengües (al turc se'ns recorda l'indogermànica per la negació -ma, -mä i la partícula interrogativa inicial de paraula m, el pronom interrogatiu kim, el pronom de la primera persona män, la terminació verval de la primera persona singular -m, primera persona plural -myz, -miz i la terminació -jin a la primera persona singular del «optativu,» que recorda molt al subjuntiu de l'indo-germànic (amb l'afix optatiu -a-, -ä-), el pronom de la segona persona singular. sän (com la terminació verbal de l'indogermànic -s), la formació causativa amb -tur- (com l'indo-germànic -tōr nomen agentis; la causativa de l'indo-germànic també apareix com si fos derivada de la nomina agentis del tipus φορός), la nomina actionis com Orkh. käd-im «vestimenta», molts numerals: Orkh. jiti "7," jitm-iš "70," (amb j que al indogermànic és s com al prototurc. * jib- «enfocament,» Osm. jyldyz «estel»: a la paraula indo-germànica per a «sol,» jat- "lie": paraula indo-germànica per a «seure»); prototurc. bǟš "5" (amb š que al indo-germànic és -que; cp. Osm. piš- «ser cuinat,» IdG. * pequeti «cuina») etc., etc.). Em resisteixo a la temptació d'entrar a aquest tema amb més detall. | » |

L'última frase de Pedersen s'ha d'entendre com una referència a l'article que estava escrivint, no la resta de la seva carrera. Tot i que va definir la família nostràtica, ell mateix no va produir mai l'obra de síntesi que el concepte semblava requerir. Això hauria d'esperar a l'obre dels acadèmica russos Illich-Svitych and Dolgopolsky a la dècada de 1960 per a la seva primera iteració. Tot i així Pedersen no va abandonar el tema. Va produir un article substancial (tot i que ignorat) sobre l'indoeuropeu i el semític el 1908. Va produir un argument detallat a favor del parentiu de l'indoeuropeu i les llengües uralianes el 1933. En efecte, els tres pilars de la hipotèsi nostràtica són les llengües indouralianes, uraloaltaiques i indosemítiques. Pedersen va produir treballs en dos d'aquestes tres llengües, així que la impressió que va ignorar el tema en la seva carrera posterior és incorrecta. El seu interès en la idea nostràtica va romandre constant entre les seves moltes altres activitats com a lingüista.
El català «nostràtic» és l'equivalent normal de l'alemany «nostratisch», la forma usada per Pedersen el 1903, i el danès «nostratisk» (compareu amb el francès «nostratique»). El seu traductor americà del 1931 va traduir nostratisk a l'anglès «nostratian», però aquesta forma no va quallar.
Al seu llibre de 1931, Pedersen va definir nostràtic com segueix:
| « | Per a una designació comprensiva de les famílies de llengües que estan relacionades amb l'indoeuropeu, podem usar l'expressió llengües nostràtiques (del llatí nostrās «el nostre compatriota»). | » |

En el seu punt de vista, les llengües indoeuropees estaven més clarament relacionades amb les llengües uralianes, amb «característiques semblants, però més febles» amb el turc, el mongol, i el manxú; a les llengües iucaguirs, i a les llengües esquimoaleutianes. També va considerar que l'indoeuropeu podria estar relacionat amb les llengües semítiques i que, si fos així, han d'estar relacionades amb les llengües afroasiàtiques i possiblement amb el basc.
En temps moderns, diríem que estava proposant una relació genètica entre l'indoeuropeu i les famílies de llengües uralianes, les llengües altaiques, les llengües iucaguirs, les llengües esquimoaleutianes i les llengües esquimoaleutianes. (L'existència de la família altaica presenta controvèrsia, i molt pocs assignarien ara el basc a l'afroasiàtic.)
Tot i així, des del punt de vista de Pedersen les llengües llistades no exhaureixen les possibilitat del nostràtic:
| « | Els límits del món nostràtic de llengües no es pot determinar encara, però l'àrea és enorme, i inclou races tan àmpliament divergentes que ens mareja de pensar-ho. (...) La qüestió es manté simplement sobre si es pot recollir suficient material per donar carn i sang a aquesta inclusió i un guió clar i bo. | » |